# Physocoryna
Physocoryna es un género de escarabajos  de la familia Chrysomelidae. En 1844 Guérin-Méneville describió el género. Contiene las siguientes especies:
- Physocoryna expansa Pic, 1925
- Physocoryna parvula Weise, 1921
- Physocoryna scabra Guérin-Méneville, 1844